# Sláviansk
Sláviansk (en ruso: Сла́вянск) o Sloviansk (en ucraniano: Слов'я́нськ) es una ciudad ucraniana perteneciente al óblast de Donetsk. Situada en el este del país, cerca del curso del río Donets, servía como centro administrativo del raión de Sloviansk hasta 2020, aunque ahora es parte del raión de Kramatorsk y centro del municipio (hromada) de Sloviansk.
Slaviansk ha sido tradicionalmente conocida por sus aguas minerales, balnearios de barro, y los cinco monasterios más importantes para los ortodoxos eslavos.

## Geografía
Slaviansk se sitúa en la confluencia de los ríos Kazenyi Toréts y Sujyi Toréts donde forman el río Toréts, un afluente del río Donéts. 

### Clima
El clima de Slaviansk corresponde con la variante de veranos suaves a cálidos de clima continental húmedo (Köppen: Dfb):
| Parámetros climáticos promedio de Sláviansk | Parámetros climáticos promedio de Sláviansk | Parámetros climáticos promedio de Sláviansk | Parámetros climáticos promedio de Sláviansk | Parámetros climáticos promedio de Sláviansk | Parámetros climáticos promedio de Sláviansk | Parámetros climáticos promedio de Sláviansk | Parámetros climáticos promedio de Sláviansk | Parámetros climáticos promedio de Sláviansk | Parámetros climáticos promedio de Sláviansk | Parámetros climáticos promedio de Sláviansk | Parámetros climáticos promedio de Sláviansk | Parámetros climáticos promedio de Sláviansk | Parámetros climáticos promedio de Sláviansk |
| Mes                                         | Ene.                                        | Feb.                                        | Mar.                                        | Abr.                                        | May.                                        | Jun.                                        | Jul.                                        | Ago.                                        | Sep.                                        | Oct.                                        | Nov.                                        | Dic.                                        | Anual                                       |
| ------------------------------------------- | ------------------------------------------- | ------------------------------------------- | ------------------------------------------- | ------------------------------------------- | ------------------------------------------- | ------------------------------------------- | ------------------------------------------- | ------------------------------------------- | ------------------------------------------- | ------------------------------------------- | ------------------------------------------- | ------------------------------------------- | ------------------------------------------- |
| Temp. media (°C)                            | -5.9                                        | -5.4                                        | -0.2                                        | 9.4                                         | 16.2                                        | 20.0                                        | 21.7                                        | 20.8                                        | 15.5                                        | 8.4                                         | 1.8                                         | -2.5                                        | 8.3                                         |
| Precipitación total (mm)                    | 45                                          | 34                                          | 27                                          | 39                                          | 42                                          | 57                                          | 51                                          | 40                                          | 39                                          | 30                                          | 42                                          | 44                                          | 490                                         |
| Fuente: Climate-Data.org                    |                                             |                                             |                                             |                                             |                                             |                                             |                                             |                                             |                                             |                                             |                                             |                                             |                                             |

## Historia
En 1676, una fortaleza llamada Tor fue construida en la confluencia de los ríos Kazenyi Toréts y Sujyi Toréts. Poco después, el poblado de Tor se desarrolló al lado de la fortaleza. 
Como varios lagos de sal se encuentran muy cerca, la ciudad se convirtió en un productor de sal. Durante el siglo XVI, la producción de sal era la industria local mayoritaria, pero durante el siglo XVIII dejó de ser rentable y cesó el 21 de diciembre de 1782. En 1784, la ciudad pasó a llamarse Slaviansk, una deformación de Solevansk, literalmente "ciudad de la sal". Hoy en día la producción de sal Slaviansk es uno de los más grandes de Europa. 
Desde principios del siglo XX, la ciudad se convirtió en un centro importante para la industria química. Las fuerzas leales a Denikin tuvieron muchos éxitos en la campaña de 1919 contra las fuerzas bolcheviques; entre otros territorios, el Ejército Rojo fue expulsado de Slaviansk.
La ciudad fue ocupada por los alemanes el 28 de octubre de 1941. En diciembre de 1941, el SS Einsatzkommando 4b asesinó a más de mil judíos que vivían en Slaviansk. El Ejército Rojo expulsó temporalmente a los ocupantes nazis el 17 de febrero de 1943, por poco tiempo puesto que los alemanes lo recuperaron el 1 de marzo de 1943. No sería hasta el 6 de septiembre de 1943 cuando el Ejército Rojo retomó Slaviansk definitivamente.

### Guerra del Donbás

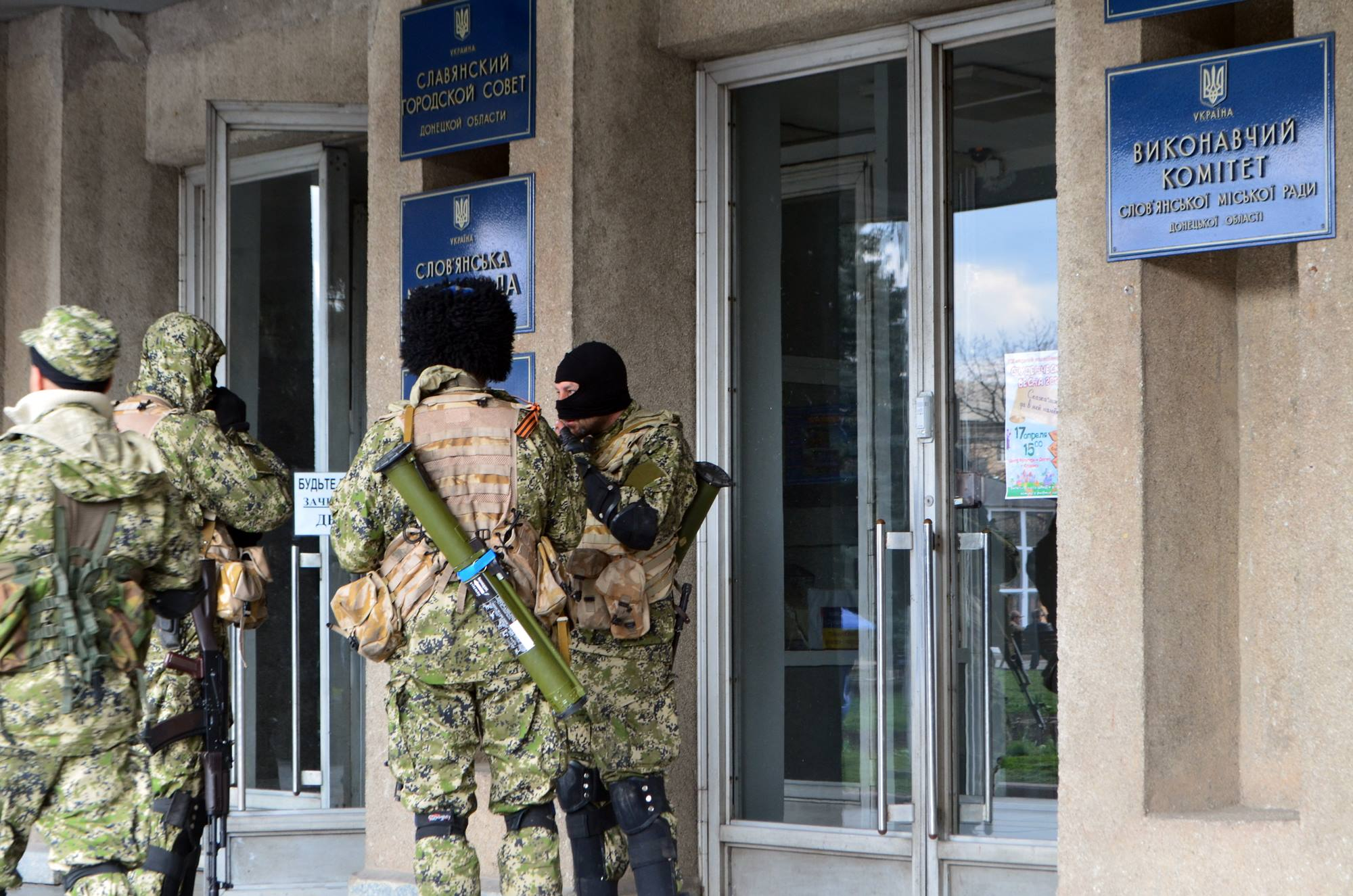
El ayuntamiento de Slaviansk bajo control de hombres armados del escuadrón de Ígor Guirkin.

La guerra del Donbás comenzó en Slaviansk cuando un escuadrón paramilitar dirigido por el veterano del Ejército ruso y ex oficial del Servicio Federal de Seguridad (FSB) ruso, Ígor Guirkin (alias Strelkov), el 12 de abril de 2014, cruzó la frontera entre Rusia y Ucrania desde la óblast de Rostov de Rusia. Así lo reconoció el propio Guirkin en una entrevista al periódico ultranacionalista ruso Zavtra en una entrevista del 20 de noviembre de ese año.
Desde abril de 2014, la ciudad ha sido uno de los escenarios del conflicto armado en el este de Ucrania, entre las fuerzas ucranianas leales al gobierno interino de Kiev y los ucranianos prorrusos leales al gobierno derrocado y las regiones rusófonas, quienes constituyeron milicias armadas en Slaviansk.  A partir de mediados de abril, las milicias prorrusas tomaron Slaviansk.  Partidarios de la República Popular de Donetsk capturaron la sede del Comité ejecutivo, el departamento de policía, la sede de los Servicios de Seguridad de Ucrania y las oficinas de la fiscalía de la ciudad. También hubo protestas en contra del gobierno ucraniano. En Slaviansk también fue donde un grupo de prorrusos capturaron a un grupo de observadores de la Organización para la Seguridad y la Cooperación en Europa.
Ucrania montó un operativo contra separatistas en Slaviansk. El 2 de mayo, la ciudad fue el escenario de un segundo operativo lanzado por Kiev que terminó con enfrentamientos y víctimas en ambos bandos. Las fuerzas prorrusas derribaron un helicóptero ucraniano cerca de Slaviansk, pero admitieron "muchas bajas."  Para el 9 de junio de 2014, la ciudad estaba sitiada por el ejército ucraniano, y había sido bombardeada y atacada por artillería pesada.  A principios de junio, mujeres y niños evacuaron Slaviansk.  En julio, el gobierno ucraniano tomó Slaviansk. Desde entonces, Slaviansk acogió refugiados del este de Ucrania incluso en los patios de la estación del ferrocarril.  Las escaramuzas y hostilidades continuaron durante los años siguientes.

### Invasión rusa de 2022
Días antes de la invasión rusa de Ucrania, ya el ejército ucraniano en Slaviansk realizaba preparativos y la Guardia Nacional de Ucrania vigilaba las calles de la ciudad; al mismo tiempo, mercenarios rusos se colaban en la región de Slaviansk. El 20 de febrero, 17 menores habían viajado a Slaviansk y durante la invasión rusa no habrían vuelto; Rusia acusó en marzo a Ucrania de tenerlos rehenes.
A mediados de abril, al iniciarse la campaña del Dombás tras el comienzo de la invasión rusa de Ucrania, se reportaron fuertes explosiones cerca de Slaviansk;  Según Ucrania, las tropas rusas se concentraban en tomar la zona entre Slaviansk y Kramatorsk; Slaviansk es considerada de valor estratégico y, tras la conquista de Izium, el siguiente objetivo del ejército ruso es Slaviansk. A principios de septiembre de 2022, Ucrania inició una gran contraofensiva y recuperó varios asentamientos en el óblast de Járkov. Esto alivió la presión sobre Slaviansk, y más con la caída de Limán ante las fuerzas ucranianas el 1 de octubre de 2022.

## Demografía
La evolución de la población de Sloviansk entre 1860 y 2021 fue la siguiente:
| 9300                              | 15 792 | 20 340 | 28 385 | 77 842 | 82 784 | 124 183 | 140 256 | 135 300 | 124 829 | 117 695 | 114 437 | 109 683 | 106 972 |
| (Fuente: UKRAINE: Größere Städte) |        |        |        |        |        |         |         |         |         |         |         |         |         |

Según el censo de 2001, el 53,1% de la población son ucranianos, el 43,6% son rusos y el resto de minorías son principalmente turcos (0,6%), bielorrusos (0,5%), armenios (0,4%) o griegos (0,2%). En cuanto al idioma, la lengua materna de la mayoría de los habitantes, el 54,6%, es el ruso; del 44,2% es el ucraniano.
Según el periodista Ignacio Ortega, en 2019, casi nadie hablaba ucraniano en Slaviansk; La Jornada de México en 2022 reportó que en Slaviansk «el idioma que más se escucha es el ruso».

## Economía
Actualmente la industria principal es la producción de maquinaria. La fábrica Betonmash produce plantas mezcladoras de cemento y hormigón. Slavtyazhmash, de ingeniería pesada, fábrica hornos de coque. La planta mecánica Slavonic emplea aproximadamente cuatrocientas personas. Artem produce armaduras aislantes. La ciudad cuenta también con una fábrica de aislantes de alta tensión para centrales hidroeléctricas y centrales eléctricas térmicas. 
Actualmente la ciudad es un centro importante de turismo de salud.

## Infraestructura

### Arquitectura y monumentos
Los principales monumentos arquitectónicos en la ciudad son iglesias, como la catedral de los Nuevos Mártires y Confesores de la Iglesia ortodoxa rusa, la iglesia de la Santa Resurrección (siglo XVIII) o la iglesia de Oleksandr Nevskyi.

### Transporte
Slaviansk es un nexo de varios ferrocarriles y carreteras. La ciudad tenía tres estaciones de tren (actualmente una está en desuso) con tres líneas de ferrocarril salen de la ciudad en dirección a Lozova, Limán y Kramatorsk.
La carretera internacional ucraniana M03 pasa por las afueras de Slaviansk, así como la carretera nacional N-20 parte hacia Mariúpol. 
La población local es atendida por una red de trolebuses que consta de dos rutas permanentes y una ruta de verano, además de un sistema de marshrutkas.

## Galería

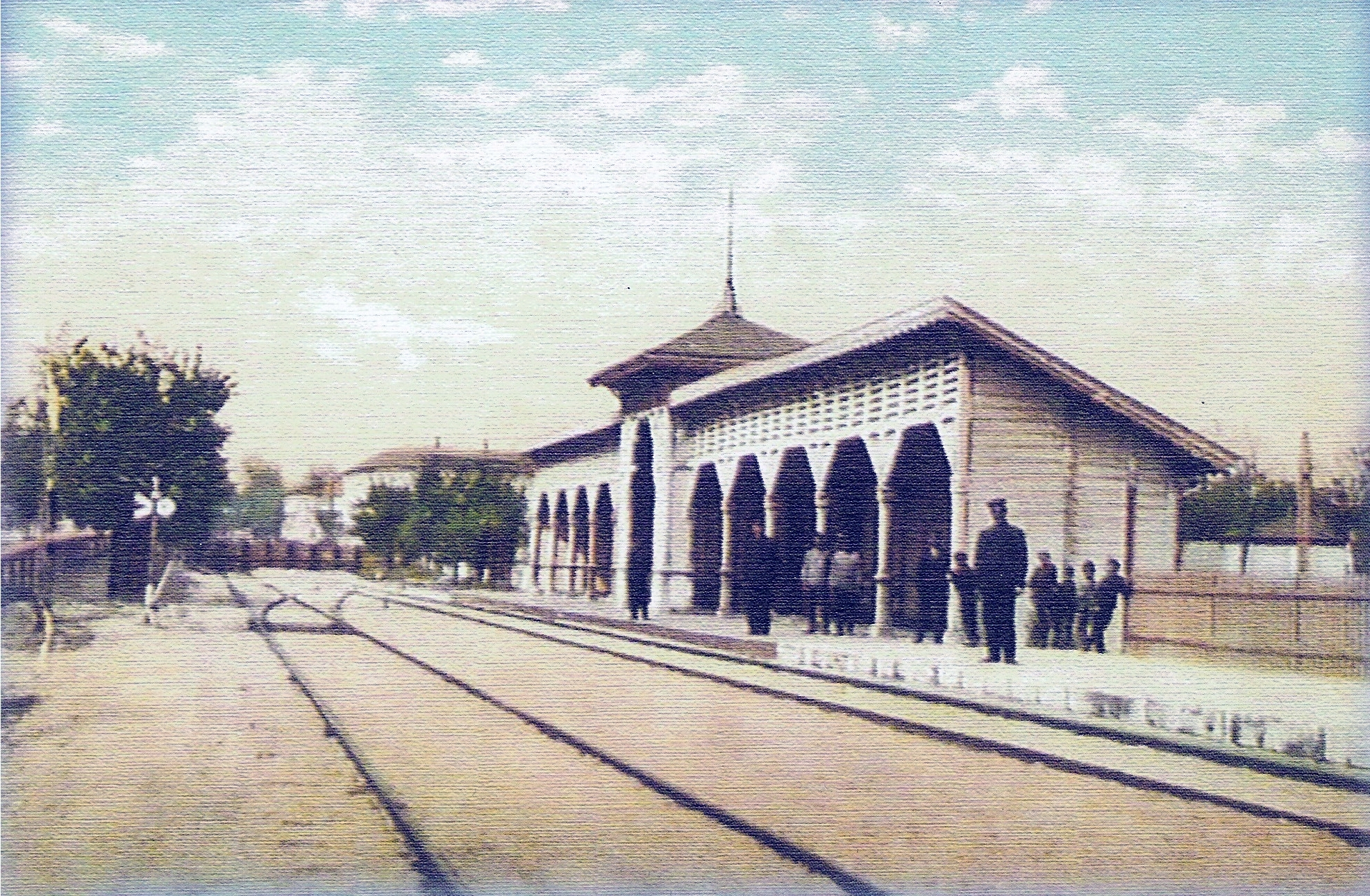
Sloviansk en 1917
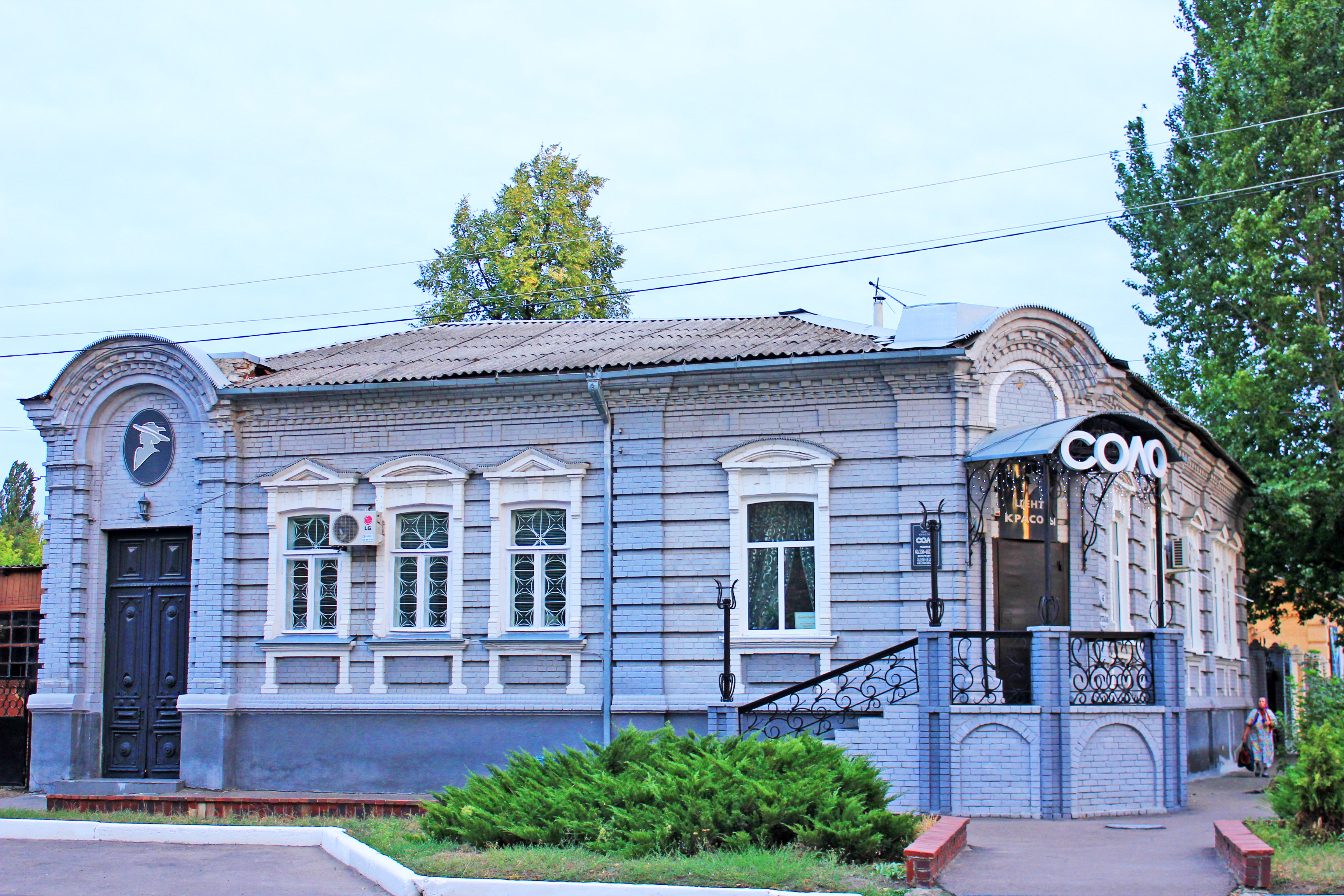
Edificio residencial en Sloviansk
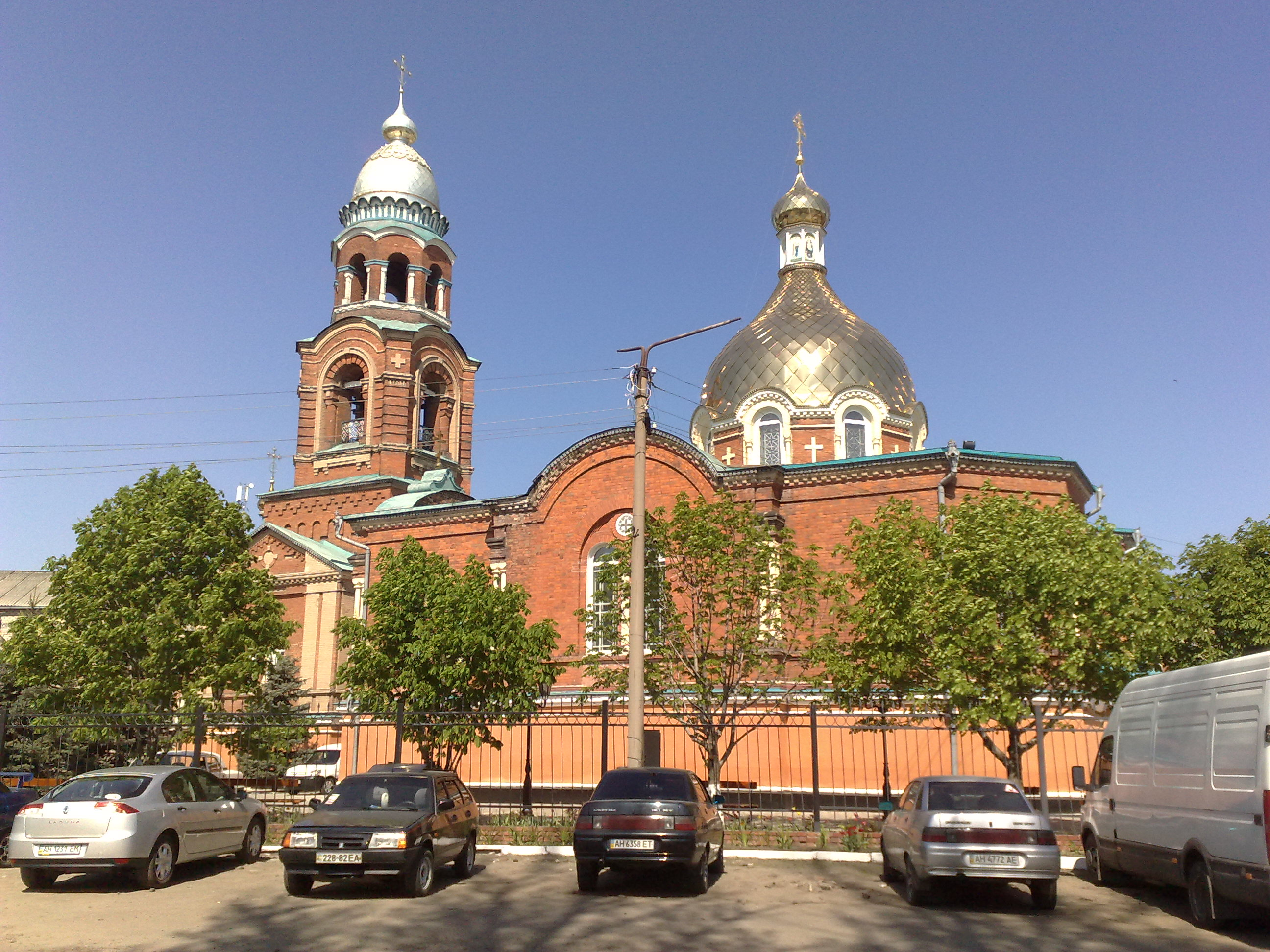
Catedral de Oleksandr Nevskyi de Sloviansk
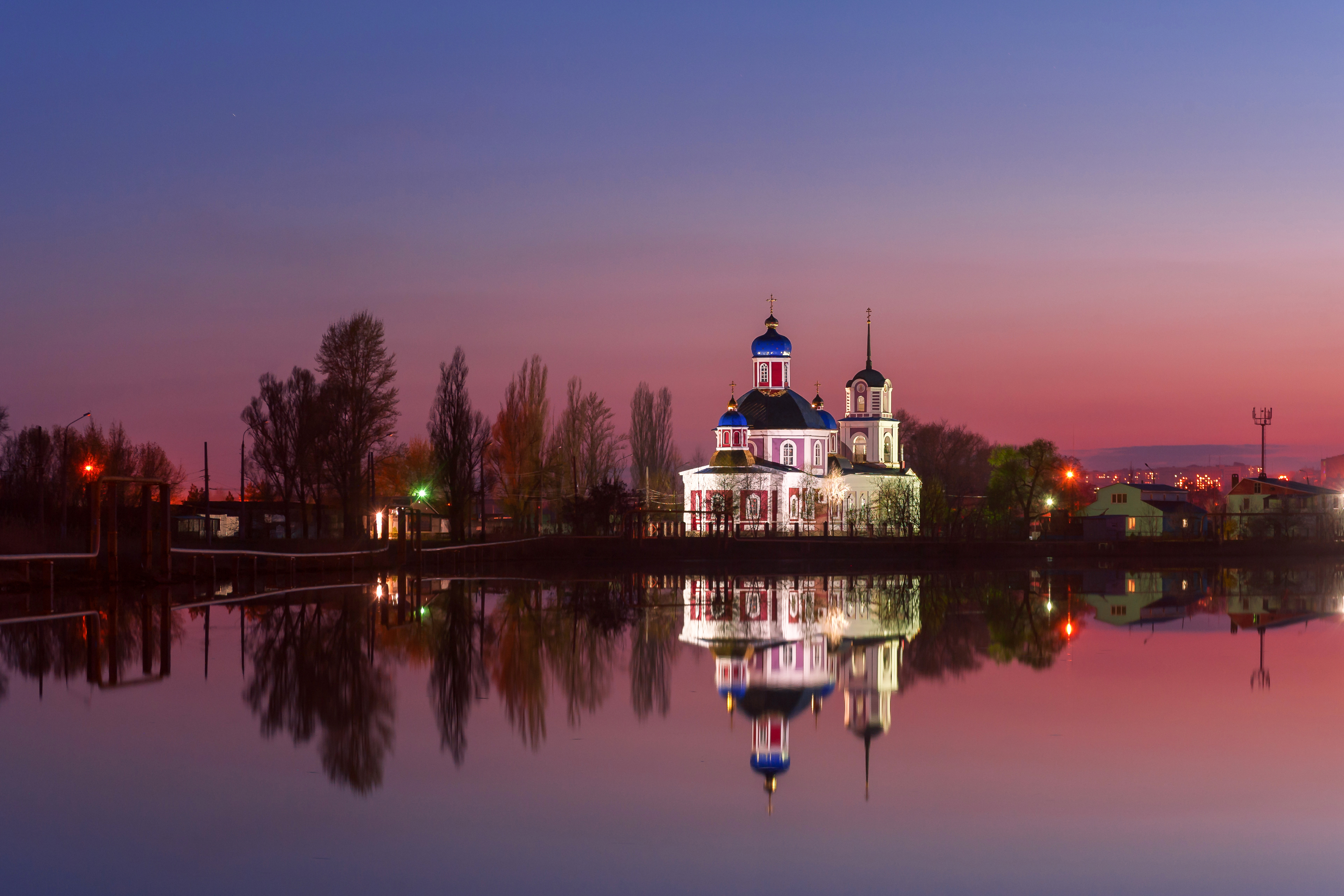
Iglesia de la Resurrección
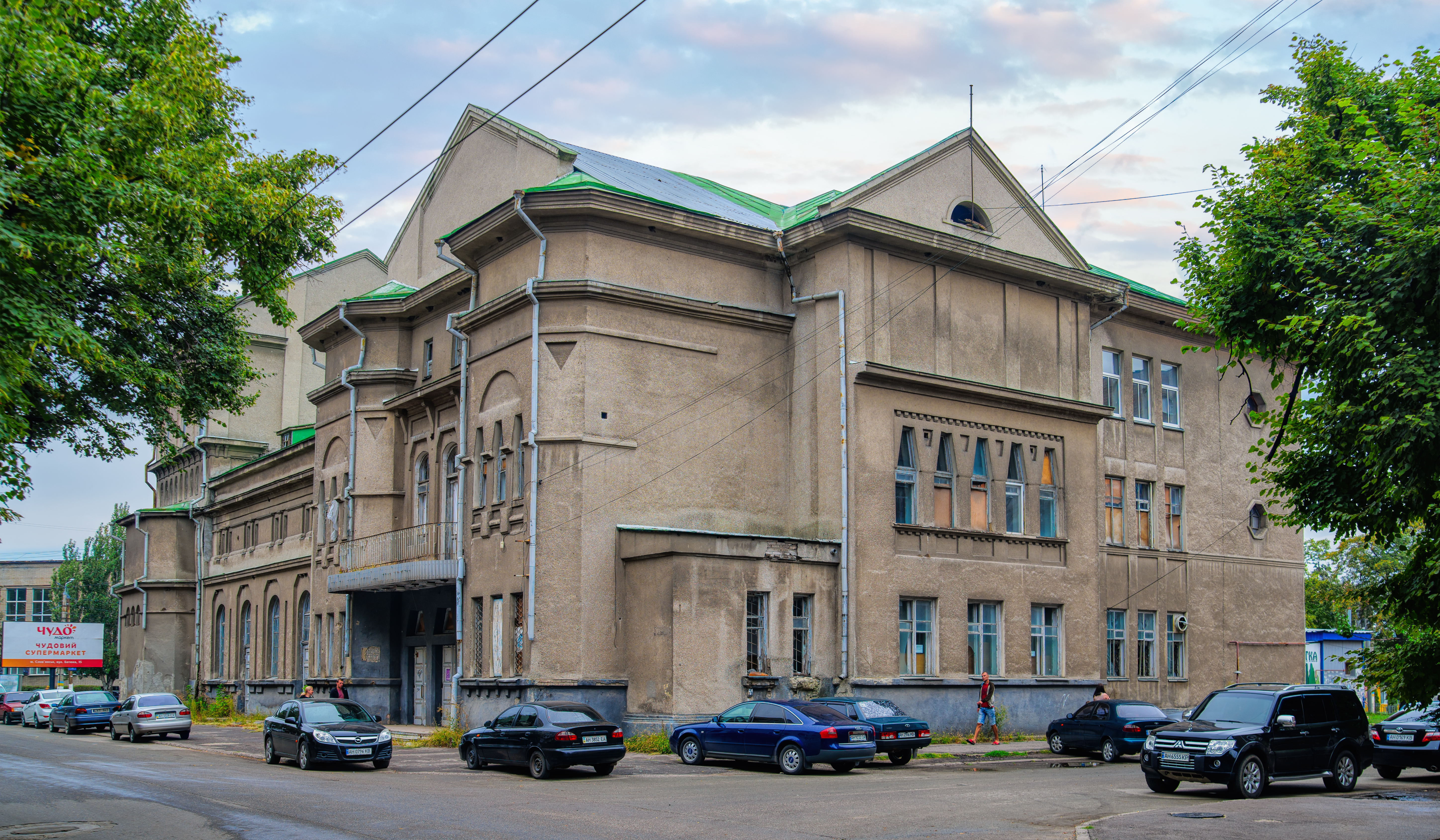
Casa de la cultura de Sloviansk
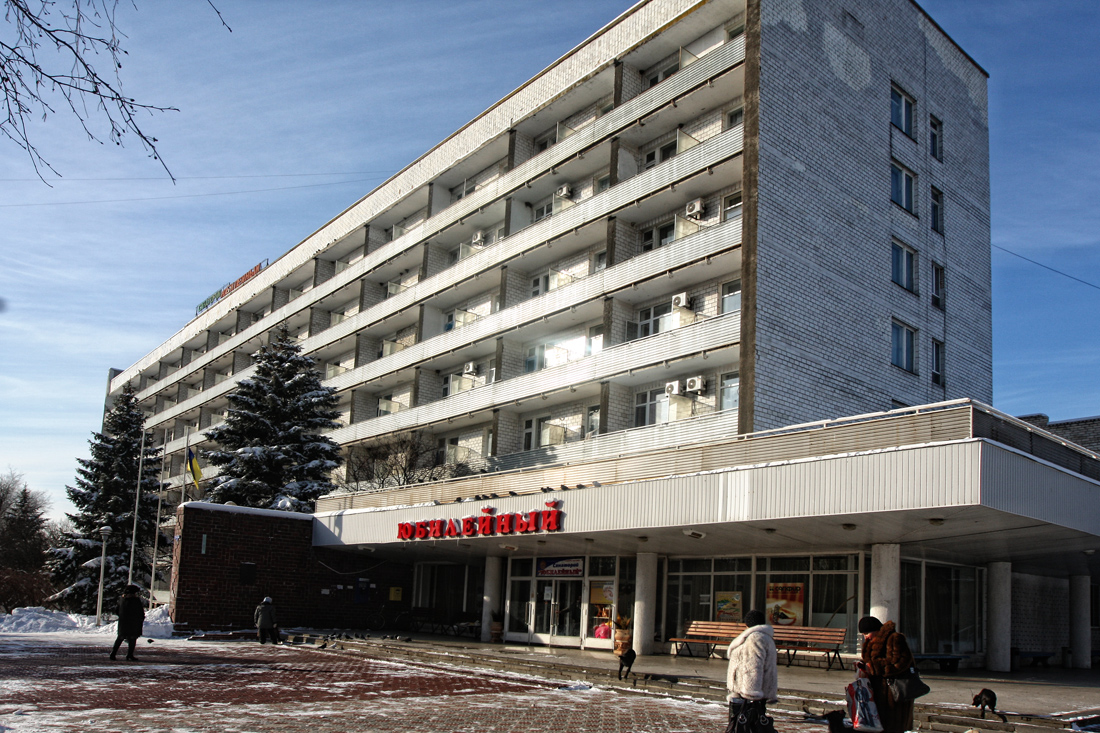
Sanatorio local
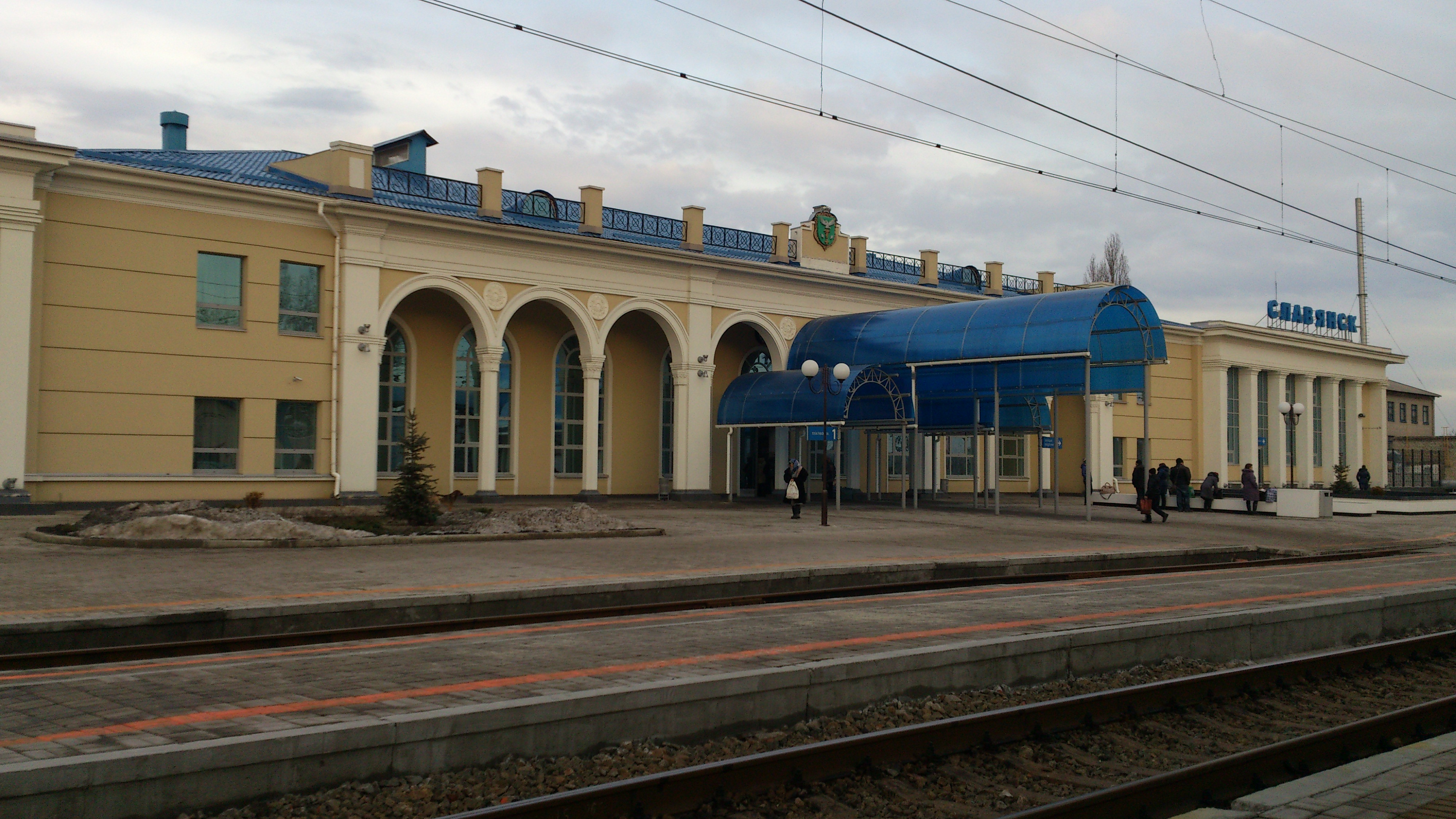
Estación de trenes de Sloviansk
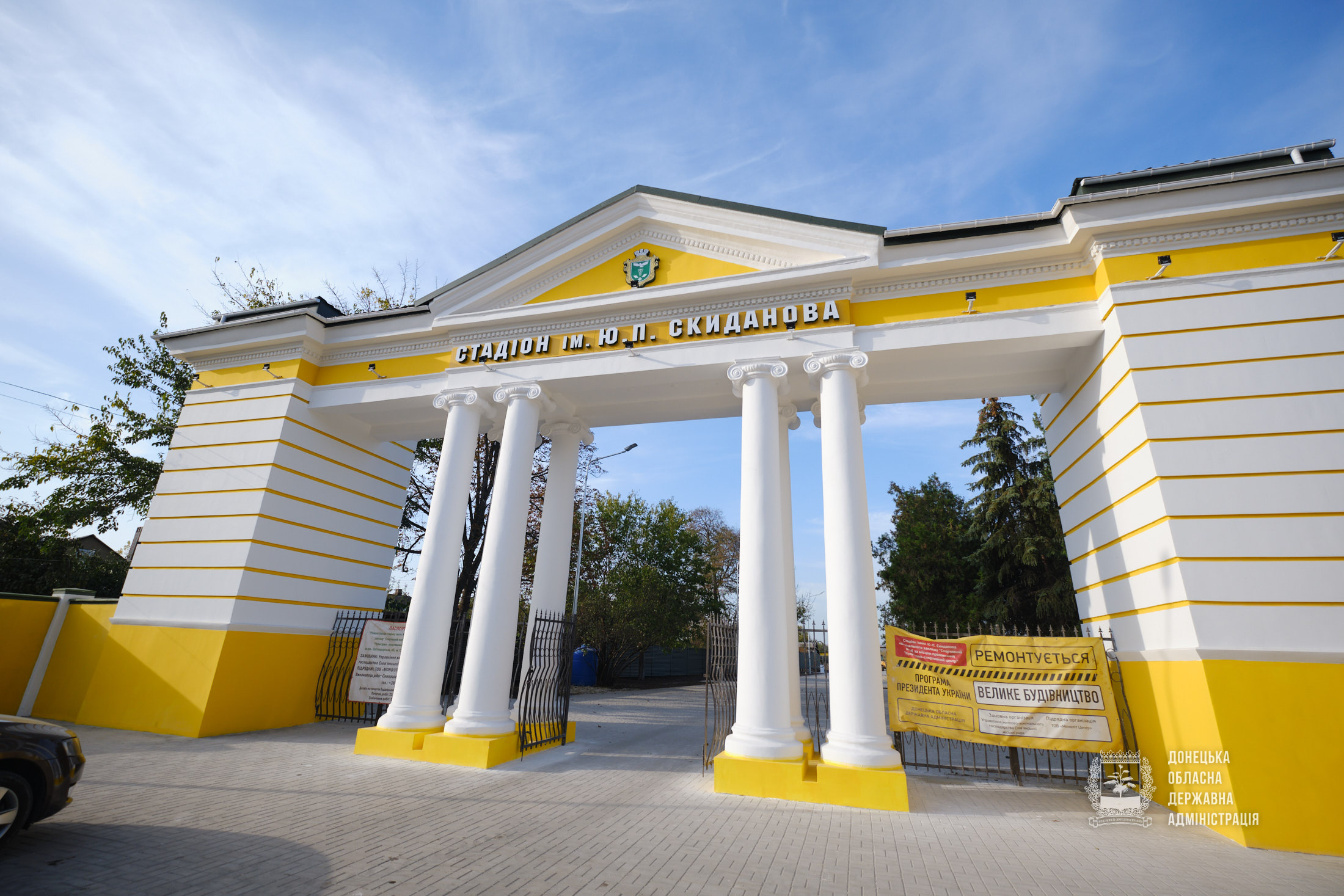
Estadio local